# Napolitaans

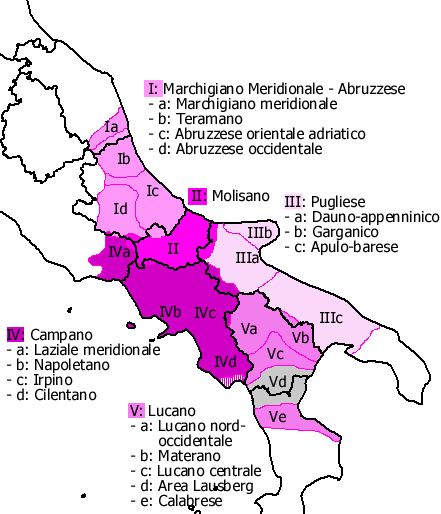
Napolitaans

Napolitaans is een Romaanse taal, verwant aan het Italiaans.
Het Napolitaans ('o nnapulitano) wordt niet alleen in en rond Napels gesproken, maar ook in een groot deel van de rest van Zuid-Italië, met name Campanië, Basilicata en noordelijk Calabrië.
Er is wel discussie of er sprake is van een Italiaans dialect, dan wel een zelfstandige taal. De verschillen met het standaard Italiaans (Toscaans) zijn dermate groot, dat een spreker van het standaard Italiaans veel moeite zal hebben om het Napolitaans te kunnen verstaan. De verschillen zijn bijvoorbeeld wat groter dan die tussen het Spaans en het Portugees, en vergelijkbaar met die tussen het Nederlands en het Duits. Daarom spreken taaldeskundigen vrijwel altijd van een aparte maar verwante taal.

## Uitspraak
De uitspraak van het Napolitaans is moeilijker dan het Italiaans, met name doordat klinkers vaak toonloos worden uitgesproken, en woorden aan elkaar worden uitgesproken, waarbij verandering van medeklinkers kan optreden.
Talen: Algherees · Arbëresh · Arpitaans · Duits · Emiliaans · Frans · Friulisch · Gallurese · Griko · Italiaans · Ladinisch · Ligurisch · Napolitaans · Ouddalmatisch · Piëmontees · Romagnools · Sardijns · Siciliaans · Sloveens · Valdostaans · Venetiaans